# Хадзиниколау, Никос
Никос Хадзиниколау (греч. Νικος Χατζηνικολάου, фр. Nicos Hadjinicolaou; р. 27 сентября 1938) — греческий и французский историк искусства. Специалист по творчеству Эль Греко. Автор большого числа научных статей, а также влиятельной работы по социологии искусства «Классовая борьба и история искусства» (фр. Histoire de l' art et lutte des classes, 1973). Почётный профессор Университета Крита (2006); лауреат премии Гердера (2006).
В своей важной лекции 1982 года «Центры искусства и периферийное искусство» (нем. Kunstzentren und periphere Kunst), Хадзиниколау проанализировал влияние искусства «метрополии» на искусство периферии.